# 占士·當拿治
占士·當拿治（英語：James Donachie，1993年5月14日—），是一名澳洲職業足球員，司職中堅，現效力澳職球會 墨尔本胜利 。
他是球隊的年輕球員，2010年加入獅吼青年軍，於2012年對黃金海岸聯中首次上陣，同年與球會簽下3年一隊合約。